# TouchFLO

執行於HTC Touch2的TouchFlo

TouchFLO是智能手机廠商HTC開發的一種針對Windows Mobile平台上的使用者界面，被内置在HTC Touch系列手機上使用。其升级版为TouchFLO 3D及HTC Sense。
TouchFLO為軟體與硬體兩部分，硬體方面採用最低2.8英寸的65536色QVGA觸摸屏。（上附高耐磨保護屏，擁有極其細小的點陣，通過這些點敏銳感應手指在屏幕上的劃動與點擊，感應屏的觸點數量應高於普通屏幕的30%），與其兼容的不低於200MHz的CPU，擁有獨立顯卡。軟體方面即3D Cube主界面與TouchFLO劃動感應驅動，兩者相互配合帶給了用家Windows Mobile的全新操控體驗。
TouchFLO是HTC智慧手機最為吸引人的因素之一，成功改變了人們對Windows Mobile手機的呆板印象。這個技術也被視為蘋果iPhone採用的Multi-Touch技術的競爭對手。雖然TouchFLO只是單點觸控，但已顯現出Multi-Touch的雛形；它使使用者擺脫了使用觸控筆操作屏幕的傳統方式，並且可以單手操作手機。不過也有部分觀點認為TouchFLO只是給Windows Mobile加的一層殼，並沒有革命性的改變。有部分HTC愛好者修改了TouchFLO，替換了3D Cube的界面，並將其移植到其他的HTC手機上。

## 支援机型
- HTC Touch
- HTC Touch Dual
- HTC Touch Cruise
- HTC Touch Viva
- HTC Touch 3G
- HTC Touch2

## 外部連結
- HTC 宏達國際（页面存档备份，存于）
- HTC Touch